# 高州 (安徽)
高州，中国唐朝时设置的州。
唐高祖武德元年（618年）萧铣置高州，治所望江县（在今安徽省望江县）。下辖望江县、宿松县（今安徽省宿松县）。武德四年（621年），归唐，宿松县改属于严州，武德五年（622年）改高州为智州。武德七年（624年）废除智州，望江县改属于严州，次年改属舒州。